# Casa de les Punxes
Casa de les Punxes nebo Casa Terrades je modernistická budova v Barceloně postavená podle návrhu architekta Josepa Puiga v roce 1905. Nachází se na avenida Diagonal.

## Popis
Dům byl postaven v roce 1905 na zakázku sester Terradesových (dcery Bartomea Terradese - Rosa, Pepeta a Agata), které chtěly sjednotit tři své nemovitosti. Puig navrhl budovu středověkého rázu, s prvky připomínající gotické evropské stavby. Pro každou sestru byl určen samostatný vchod.
Charakteristickým znakem objektu je jeho šesti věží, korunovaných kuželovými střechami, které daly domu lidový název casa de les punxes (v katalánštině punxes znamená jehly).
Na fasádu byly použity červené cihly. Na štítech jsou barevné keramické panely s různými výjevy. Kamenná dekorace s květinovými motivy na galeriích a balkonech je plně modernistická.
V roce 1980 proběhla kompletní rekonstrukce budovy. Je v soukromém vlastnictví, interiér domu není možné navštívit.
Roku 1976 byl dům prohlášen španělskou kulturní památkou.

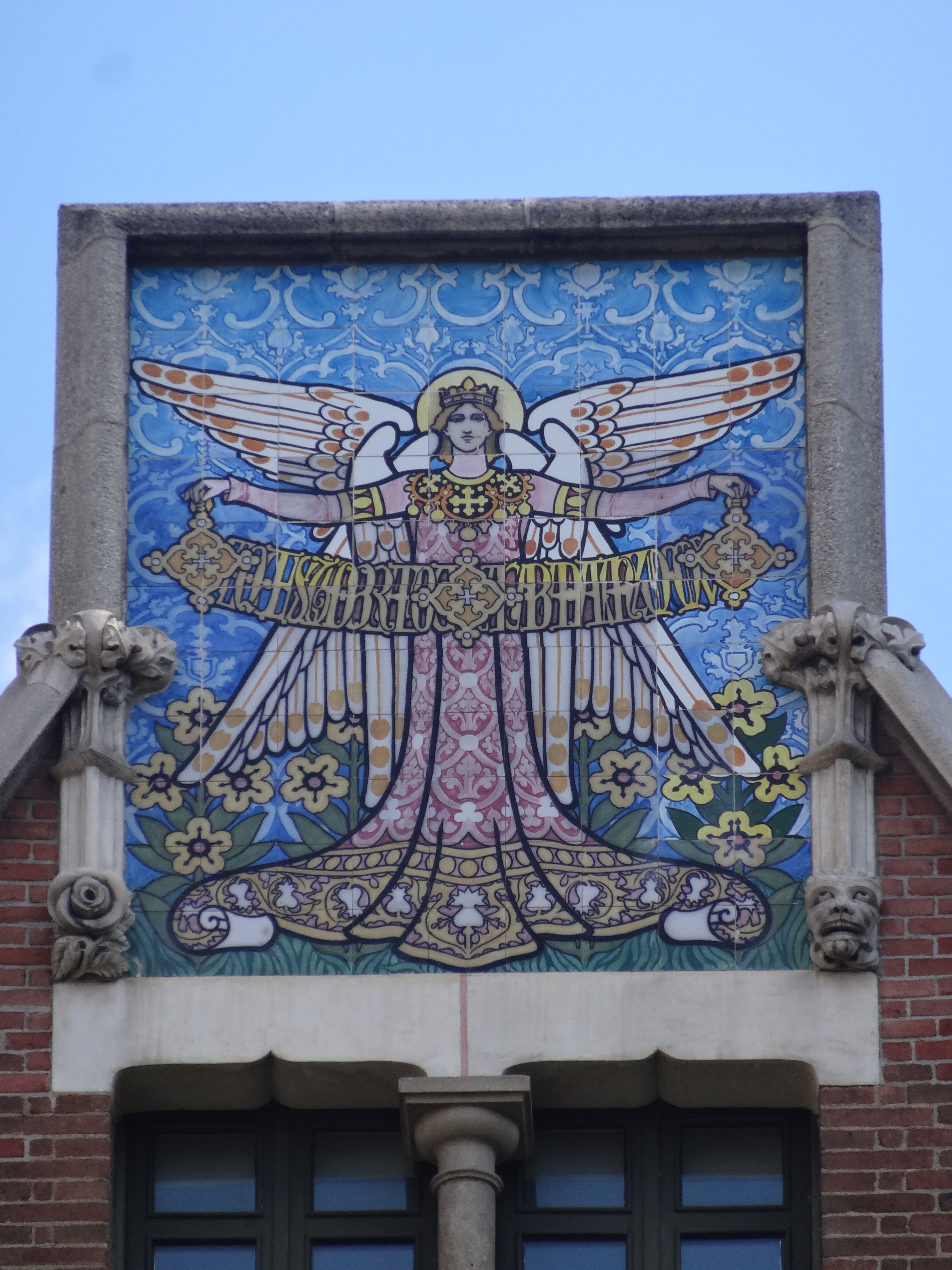
Panel na štítu
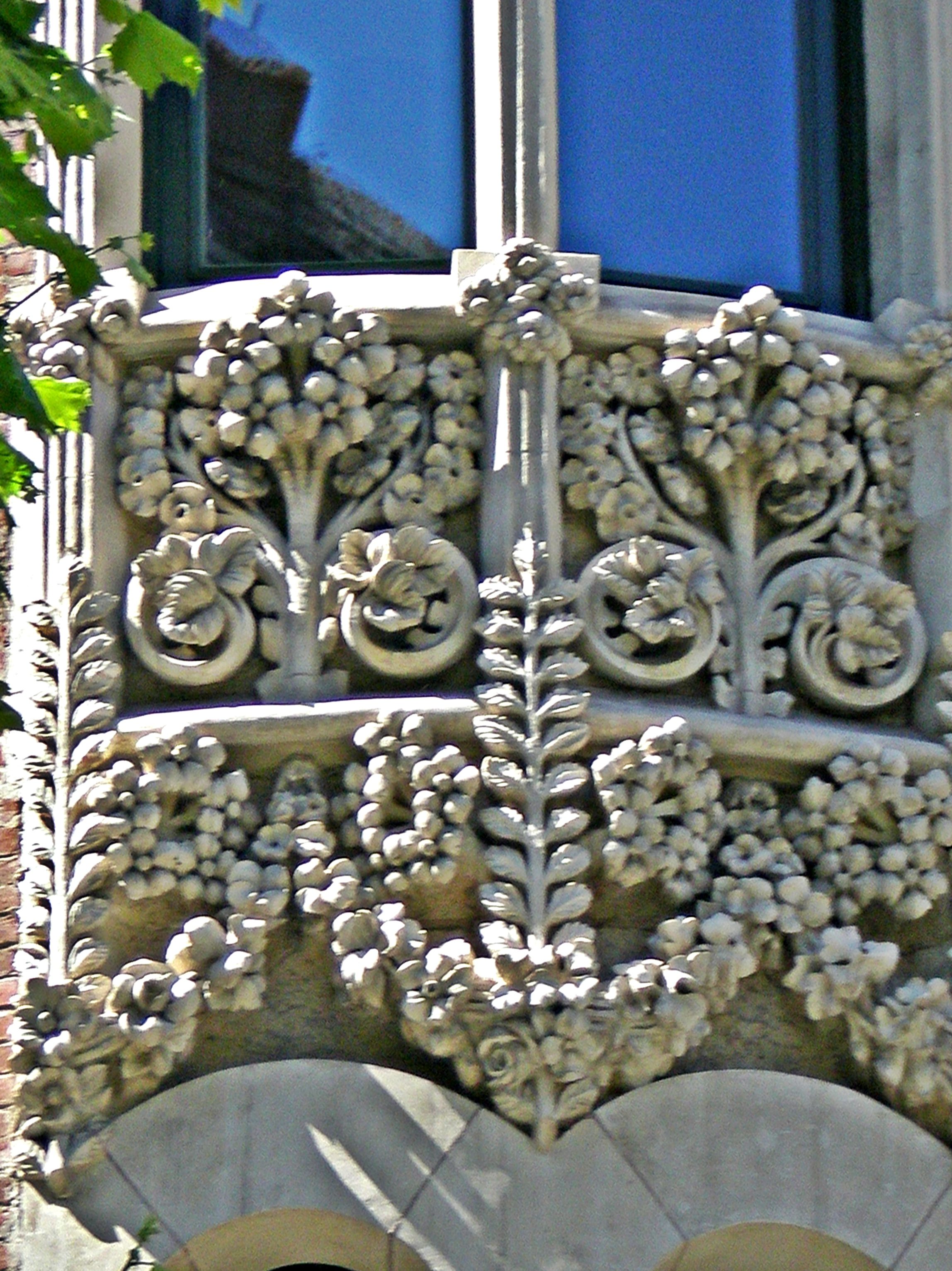
Detail výzdoby
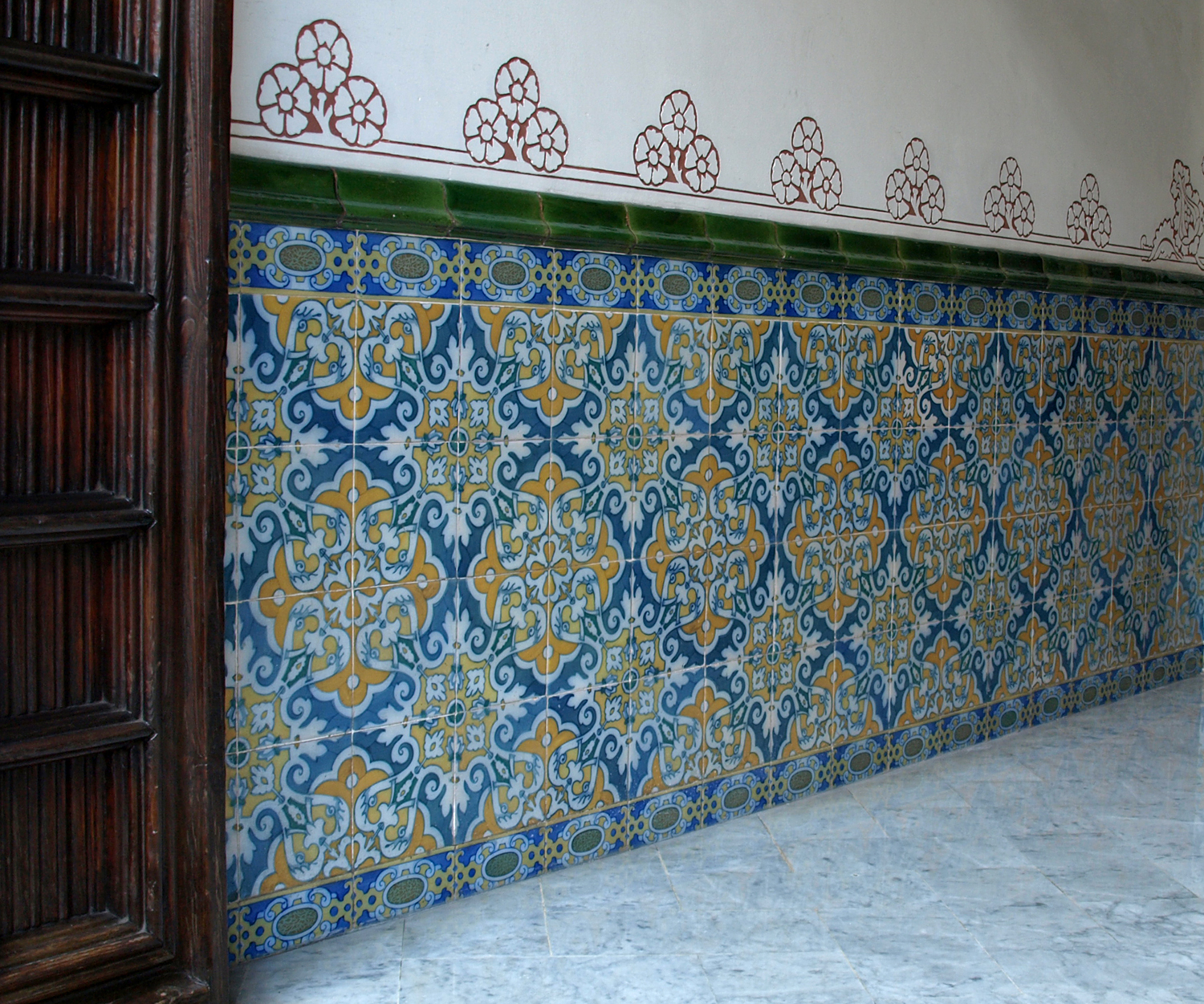
Interiér